# Earth, Wind & Fire
Earth, Wind & Fire je afroamerická R&B hudební skupina, zformovaná v roce 1969 v Chicagu ve státu Illinois. Mezi jejich přezdívky patří Elements of the Universe, či EWF. Skupina byla přijmuta v Rock and Roll Hall of Fame a Vocal Group Hall of Fame (síně slávy). Získali deset Grammy ocenění a čtyři ocenění americké hudby. Jelikož prodali víc než 90 milion alb celosvětově, připsali se tímto mezi nejvýdělečnější hudební umělce světa.
Mezi repertoár skupiny patří africká hudba, latinskoamerická hudba, funk, soul, pop, rock, jazz a jiná hudba. Mezi typické znaky kapely patří dynamická dechová sekce a kontrastní vokály mezi falsetto zpěvákem Philipem Baileym a tenorovým zpěvákem Maurice Whitea.

## Diskografie

### Top Ten singly
- 1975: "Shining Star" (US #1)
- 1975: "Sing a Song" (US #5)
- 1978: "Got to Get You into My Life" (US #9)
- 1978: "September" (US #2; UK #3)
- 1979: "Boogie Wonderland" (featuring The Emotions) (US #6; UK #4)
- 1979: "After the Love Has Gone"(US #2; UK #4)
- 1981: "Let's Groove" (US #3; UK #3)

### Top Ten alba
- 1975: That's the Way of the World (US #1)
- 1975: Gratitude (US #1)
- 1976: Spirit (US #2)
- 1977: All 'N All (US #3)
- 1978: The Best of Earth, Wind & Fire, Vol. 1 (US #6; UK #6)
- 1979: I Am (US #3; UK #5)
- 1980: Faces (US #10; UK #10)
- 1981: Raise! (US #5)
- 1986: The Collection (UK #5)